# Оспедалето Лодиджано
Оспедалѐто Лодиджа̀но (на италиански: Ospedaletto Lodigiano, на западноломбардски: Uspedalet, Успедалет) е село и община в Северна Италия, провинция Лоди, регион Ломбардия. Разположено е на 64 m надморска височина. Населението на общината е 1843 души (към 2012 г.).